# Louise Sébastienne Danton
Pour les articles homonymes, voir Gely et Danton (homonymie).
 (mai 2019).
Si vous disposez d'ouvrages ou d'articles de référence ou si vous connaissez des sites web de qualité traitant du thème abordé ici, merci de compléter l'article en donnant les références utiles à sa vérifiabilité et en les liant à la section « Notes et références ».
Louise Sébastienne Danton, née Gély, née à Paris le 3 mars 1776 et morte à Paris le 28 juillet 1856, est la seconde épouse du révolutionnaire français Georges Danton. Elle épouse en secondes noces Claude Dupin qui sera fait baron d'empire.

## Biographie
Fille de Marc-Antoine Gély, huissier-audiencier au Parlement de Paris et membre du Club des cordeliers Louise Sébastienne Gély est née le 3 mars 1776 à Paris. Georges Jacques Danton qui semble l'avoir connue avant la Révolution, lui procura en 1792 un emploi de commis au ministère de la Marine.
Quatre mois après le décès de Antoinette Gabrielle Danton née Charpentier, Georges Jacques Danton se remariait, le 1er juillet 1793, devant un prêtre réfractaire, avec Louise Sébastienne Gély, âgée de dix-sept ans et qui s'occupait de ses enfants. Dix mois plus tard, celle-ci était veuve (5 avril 1794) et certains lui ont reproché d'avoir détourné Georges Danton de la politique, d'avoir causé indirectement sa perte en lui faisant préférer les charmes agrestes et familiaux d'Arcis-sur-Aube au chaudron infernal de la Convention.
Deux ans plus tard, elle épouse le secrétaire général du directoire du département de Paris, Claude-François-Étienne Dupin, qui deviendra baron d'Empire, d'où postérité :
- Antoine Louis Gabriel Dupin (1804-1856), 2e baron Dupin, conseiller référendaire à la Cour des comptes, et descendance ;
- Camille Antoinette Dupin épouse Alexandre Bellot de Kergorre, et descendance.

Elle est enterrée au cimetière du Montparnasse.

## Au cinéma et à la télévision
- 1932 : Danton d'André Roubaud, interprétée par Marguerite Weintenberger
- 1964 : La Terreur et la Vertu : Danton de Stellio Lorenzi (épisode 34 de la série La caméra explore le temps), interprétée par Cécile Vassort
- 1983 : Danton de Andrzej Wajda, interprétée par Emmanuelle Debever
- 1989 : La Révolution française de Robert Enrico et Richard T. Heffron, interprétée par Muriel Brenner